# 沙特阿拉伯2030年願景
沙烏地阿拉伯2030年愿景（阿拉伯语：رؤية السعودية 2030）是沙特阿拉伯政府在2016年公布的经济计划，为該國确立三大愿景目标：阿拉伯与伊斯兰世界心脏、全球性投资强国、亚欧非枢纽。

## 背景
沙特阿拉伯石油资源丰富，同时該國經濟高度依赖国际油价。自2014年，国际油价持续走低。2015年时，国际油价在每桶50至60美元间，而沙特政府要达到财政平衡，需要国际油价达到每桶106美元。

## 对华合作
2022年当地时间12月8日，中共中央总书记兼中華人民共和国国家主席习近平在利雅得王宫同沙特王储兼首相穆罕默德举行会谈，表示中方支持沙方“2030愿景”、“绿色中东”等一系列重大发展倡议，愿积极参与沙特工业化进程，助力沙特经济多元化发展。双方要落实好共建“一带一路”倡议和沙特“2030愿景”对接，推动两国各领域合作取得更多成果。

### 腳註
1. ↑  . 新浪网，21世纪经济报道. 2016-05-05  [2017-11-07]. （原始内容存档于2017-11-11） （简体中文）.
2. ↑  . 中國政府網.   [2022-12-08]. （原始内容存档于2022-12-10）.

### 文獻
- 沙特政府官方简中计划介绍（PDF文件）（失效链接）